# Uzwil
Uzwil is een gemeente en plaats in het Zwitserse kanton Sankt Gallen, en maakt deel uit van het district Wil. Uzwil telt 12.055 inwoners.

## Geboren
- Oswald Heer (1809-1884), botanicus, paleontoloog en entomoloog
- Marcelle Bühler (1913-2002), alpineskister
- Margrith Bigler-Eggenberger (1933-2022), advocate en rechter
- Karin Keller-Sutter (1963), politica
- Amanda Ammann (1987), Miss Zwitserland 2007
- Jim Freid (1994), voetballer